# Хошкруд
Хошкруд (перс. خشكرود) — село в Ірані, у дегестані Хошкруд, в Центральному бахші, шахрестані Зарандіє остану Марказі. За даними перепису 2006 року, його населення становило 6059 осіб, що проживали у складі 1249 сімей.

## Клімат
Середня річна температура становить 14,34°C, середня максимальна – 33,50°C, а середня мінімальна – -7,70°C. Середня річна кількість опадів – 265 мм.
| Клімат поселення                              | Клімат поселення | Клімат поселення | Клімат поселення | Клімат поселення | Клімат поселення | Клімат поселення | Клімат поселення | Клімат поселення | Клімат поселення | Клімат поселення | Клімат поселення | Клімат поселення | Клімат поселення |
| Показник                                      | Січ.             | Лют.             | Бер.             | Квіт.            | Трав.            | Черв.            | Лип.             | Серп.            | Вер.             | Жовт.            | Лист.            | Груд.            |                  |
| Середній максимум, °C                         | 9,25             | 11,43            | 16,31            | 22,44            | 26,86            | 32,26            | 33,50            | 32,38            | 28,15            | 22,42            | 15,95            | 9,76             |                  |
| Середня температура, °C                       | 0,78             | 2,95             | 7,82             | 13,97            | 18,39            | 23,78            | 27,20            | 26,08            | 21,85            | 16,11            | 9,64             | 3,46             |                  |
| Середній мінімум, °C                          | −7,7             | −5,52            | −0,64            | 5,50             | 9,90             | 15,29            | 20,90            | 19,79            | 15,55            | 9,82             | 3,35             | −2,83            |                  |
| Норма опадів, мм                              | 36               | 36               | 48               | 34               | 25               | 4                | 2                | 1                | 1                | 15               | 25               | 38               |                  |
| Середньомісячна швидкість вітру, м/с          | 2.00             | 2.38             | 3.18             | 3.37             | 3.18             | 3.00             | 3.05             | 2.84             | 2.48             | 2.39             | 1.82             | 1.98             |                  |
| Середньомісячна сонячна радіація, кДж/м²·день | 8761             | 11516            | 14032            | 17698            | 21735            | 25736            | 25391            | 23116            | 19668            | 14361            | 10565            | 8366             |                  |
| --------------------------------------------- | ---------------- | ---------------- | ---------------- | ---------------- | ---------------- | ---------------- | ---------------- | ---------------- | ---------------- | ---------------- | ---------------- | ---------------- | ---------------- |
| Джерело:                                      |                  |                  |                  |                  |                  |                  |                  |                  |                  |                  |                  |                  |                  |